# Guenviller
Guenviller [ɡɛnvilɛʁ] est une commune française de l'Aire urbaine de Sarrebruck-Forbach située dans le département de la Moselle et le bassin de vie de la Moselle-Est, en région Grand Est.

## Géographie
Le village est situé à 6 km de Freyming-Merlebach, 8 km de Saint-Avold, 21 km de Sarreguemines dans le Bassin houiller lorrain. Il fait partie de la communauté de communes de Freyming-Merlebach.
Le point culminant du village est le Sielberg, à 361 m, au nord du village en direction de Freyming-Merlebach.

### Communes limitrophes
| Hombourg-Haut |            | Betting    |
|               | Cuenviller | Seingbouse |
| Macheren      | Barst      |            |

### Hydrographie

#### Réseau hydrographique
La commune est située dans le bassin versant du Rhin au sein du bassin Rhin-Meuse. Le village est traversé par le ruisseau Sainte-Catherine également appelé en platt Sankt Katharinen Bach et plus communément la Katzebach, qui prend sa source au lieu-dit Loechelchen à l’est du village en direction de Seingbouse, non loin de la route qui relie Saint-Avold à Sarreguemines.
La source de la Nied allemande se trouve également sur le ban de Guenviller conjointement avec celui de Seingbouse car elle est issue de petits ruisseaux au lieu-dit Kälbersack, provenant des eaux des deux communes. D'une longueur totale de 57,9 km, elle se jette  dans la Nied à Condé-Northen, après avoir traversé 23 communes.

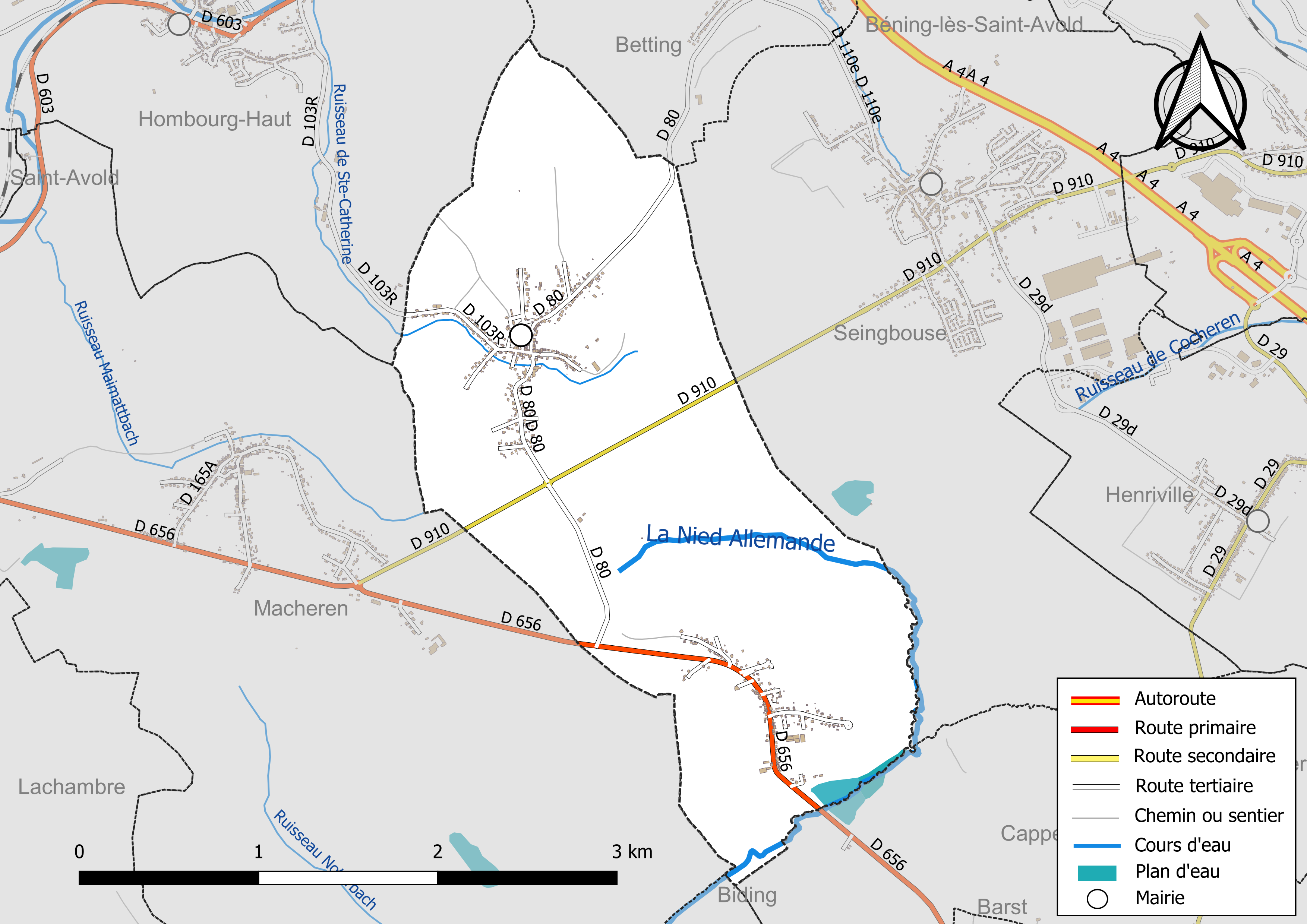
Réseaux hydrographique et routier de Guenviller.

#### Gestion et qualité des eaux
Le territoire communal est couvert par le schéma d'aménagement et de gestion des eaux (SAGE) « Bassin Houiller ». Ce document de planification, dont le territoire est approximativement délimité par un triangle formé par les villes de Creutzwald, Faulquemont et Forbach, d'une superficie de 576 km2, a été approuvé le 27 octobre 2017. La structure porteuse de l'élaboration et de la mise en œuvre est la région Grand Est. Il définit sur son territoire les objectifs généraux d’utilisation, de mise en valeur et de protection quantitative et qualitative des ressources en eau superficielle et souterraine, en respect des objectifs de qualité définis dans le SDAGE  du Bassin Rhin-Meuse.
La qualité des eaux des principaux cours d’eau de la commune, notamment de la Nied Allemande, peut être consultée sur un site spécial géré par les agences de l’eau et l’Agence française pour la biodiversité. 

### Climat
Pour des articles plus généraux, voir Climat du Grand Est et Climat de la Moselle.
En 2010, le climat de la commune est de type climat des marges montargnardes, selon une étude du Centre national de la recherche scientifique s'appuyant sur une série de données couvrant la période 1971-2000. En 2020, Météo-France publie une typologie des climats de la France métropolitaine dans laquelle la commune est exposée à un climat semi-continental et est dans la région climatique  Lorraine, plateau de Langres, Morvan, caractérisée par un hiver rude (1,5 °C), des vents modérés et des brouillards fréquents en automne et hiver. 
Pour la période 1971-2000, la température annuelle moyenne est de 9,5 °C, avec une amplitude thermique annuelle de 17,2 °C. Le cumul annuel moyen de précipitations est de 849 mm, avec 11,8 jours de précipitations en janvier et 9,7 jours en juillet. Pour la période 1991-2020, la température moyenne annuelle observée sur la station météorologique de Météo-France la plus proche, « Seingbouse », sur la commune de Seingbouse à 2 km à vol d'oiseau, est de 10,5 °C et le cumul annuel moyen de précipitations est de 731,4 mm. 
La température maximale relevée sur cette station est de 37,9 °C, atteinte le 25 juillet 2019 ; la température minimale est de −17 °C, atteinte le 20 décembre 2009,,. 
Les paramètres climatiques de la commune ont été estimés pour le milieu du siècle (2041-2070) selon différents scénarios d'émission de gaz à effet de serre à partir des nouvelles projections climatiques de référence DRIAS-2020. Ils sont consultables sur un site spécial publié par Météo-France en novembre 2022.

## Urbanisme

### Typologie
Au 1er janvier 2024, Guenviller est catégorisée commune rurale à habitat dispersé, selon la nouvelle grille communale de densité à sept niveaux définie par l'Insee en 2022.
Elle est située hors unité urbaine. Par ailleurs la commune fait partie de l'aire d'attraction de Freyming-Merlebach (partie française), dont elle est une commune de la couronne,. Cette aire, qui regroupe 3 communes, est catégorisée dans les aires de moins de 50 000 habitants,.

### Occupation des sols
L'occupation des sols de la commune, telle qu'elle ressort de la base de données européenne d’occupation biophysique des sols Corine Land Cover (CLC), est marquée par l'importance des territoires agricoles (66,5 % en 2018), une proportion sensiblement équivalente à celle de 1990 (66,8 %). La répartition détaillée en 2018 est la suivante : 
terres arables (51,2 %), forêts (25 %), prairies (15,3 %), zones urbanisées (8,5 %). L'évolution de l’occupation des sols de la commune et de ses infrastructures peut être observée sur les différentes représentations cartographiques du territoire : la carte de Cassini (XVIIIe siècle), la carte d'état-major (1820-1866) et les cartes ou photos aériennes de l'IGN pour la période actuelle (1950 à aujourd'hui).

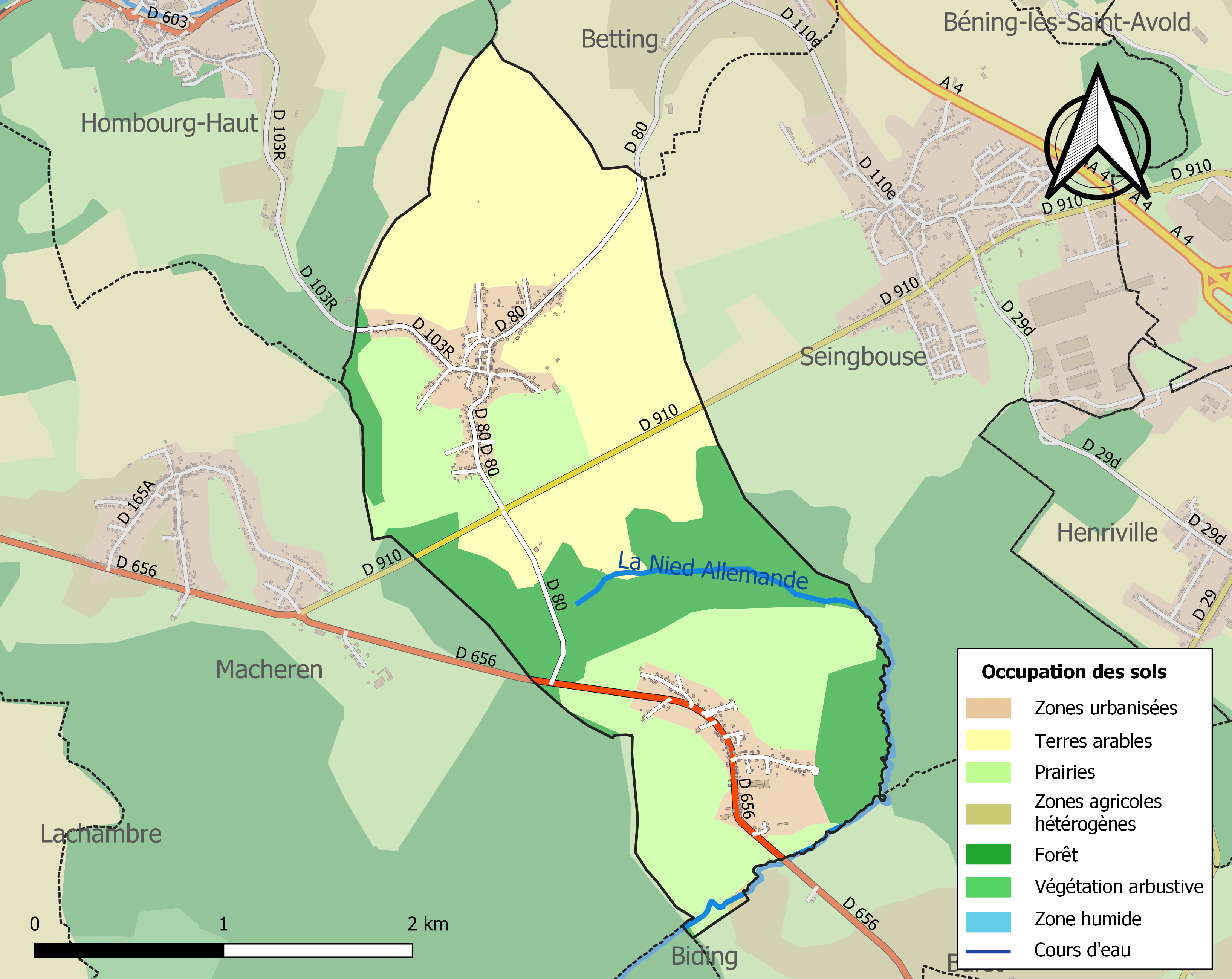
Carte des infrastructures et de l'occupation des sols de la commune en 2018 (CLC).

## Toponymie
- Ginwilre (1220), Guenewilre (1281), Guegweiler (1516)[16], Gengwiler (1544)[16], Gemweiler et Guengweiller (1594)[16], Genweiler (1688)[17], Guensviller (1801), Guenweiler (an X)[16], Guenwiller (XIXe siècle)[18], Genweiler (1871-1918), Gennweiler (1940-1944).
- Genwiller en francique lorrain.

## Histoire

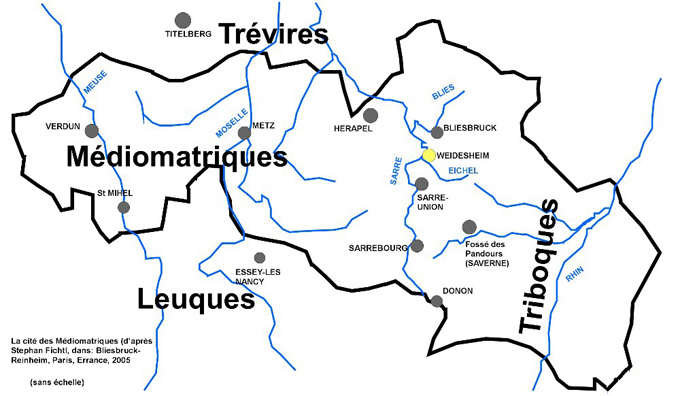
Localisation des Médiomatriques.

Nous avons très peu d'informations concernant Guenviller et sa région quant à l'époque gauloise et gallo-romaine. Toujours est-il que ce village faisait partie d'un territoire qui se situait entre le nord de la forêt d'Argonne et le Rhin, occupé vers le IIIe siècle av. J.-C. par une peuplade celte dénommée Médiomatrices ou Médiomatriques. La surface de ce territoire correspondait sensiblement à celle de la Moselle et du Bas-Rhin, le nord des départements de la Meuse et de Meurthe-et-Moselle et une partie de la Sarre et du Pays de Bade. Il était entouré par d'autres peuplades, au nord les Trévires, au sud les Leuques, à l'ouest les Rèmes et à l'est les Triboques.
Les premières traces écrites de la mention du village remontent au 2 avril 1221, sous la forme de Wiwilr (Genwilr) dans un écrit rédigé au palais du Latran par le pape Honorius III. Dans cet écrit il décide de prendre sous sa protection le monastère Sancte Maria de Wadgassen avec toutes ses possessions, et en particulier la paroisse de Petit-Ebersviller avec ses quatre chapelles (Guenviller - Altviller - Macheren et Valmont). Le village apparaît ainsi comme annexe de la paroisse de Petit-Ebersviller, dont le patronage appartiendra plus tard à l'abbaye des Prémontrés de Wadgassen du diocèse de Trèves.
D'un point de vue administratif, Guenviller faisait partie du Duché de Lorraine et appartenait avec Merlebach et Marienthal à la Terre et Seigneurie de Faulquemont qui deviendra en 1629 le Marquisat de Faulquemont.

## Politique et administration
| Période                                  | Période        | Identité          | Étiquette | Qualité |
| ---------------------------------------- | -------------- | ----------------- | --------- | ------- |
| Les données manquantes sont à compléter. |                |                   |           |         |
| mai 1920                                 | mai 1929       | Georges Bigel     |           |         |
| mai 1929                                 | septembre 1939 | Adolphe Kopp      |           |         |
| mai 1945                                 | septembre 1961 | Albert Kopp       |           |         |
| septembre 1961                           | septembre 1966 | Robert Schambill  |           |         |
| septembre 1966                           | mars 1983      | Roger Allard      |           |         |
| mars 1983                                | mars 2001      | Hubert Thiel      |           |         |
| mars 2001                                | En cours       | Raymond Trunkwald |           |         |

## Démographie
L'évolution du nombre d'habitants est connue à travers les recensements de la population effectués dans la commune depuis 1793. Pour les communes de moins de 10 000 habitants, une enquête de recensement portant sur toute la population est réalisée tous les cinq ans, les populations de référence des années intermédiaires étant quant à elles estimées par interpolation ou extrapolation. Pour la commune, le premier recensement exhaustif entrant dans le cadre du nouveau dispositif a été réalisé en 2005.

En 2022, la commune comptait 681 habitants, en évolution de +4,61 % par rapport à 2016 (Moselle : +0,52 %, France hors Mayotte : +2,11 %).
| 1793 | 1800 | 1806 | 1841 | 1861 | 1866 | 1871 | 1875 | 1880 |
| ---- | ---- | ---- | ---- | ---- | ---- | ---- | ---- | ---- |
| 180  | 169  | 203  | 304  | 289  | 297  | 307  | 299  | 292  |

| 1885 | 1890 | 1895 | 1900 | 1905 | 1910 | 1921 | 1926 | 1931 |
| ---- | ---- | ---- | ---- | ---- | ---- | ---- | ---- | ---- |
| 286  | 268  | 269  | 269  | 274  | 301  | 300  | 298  | 324  |

| 1936 | 1946 | 1954 | 1962 | 1968 | 1975 | 1982 | 1990 | 1999 |
| ---- | ---- | ---- | ---- | ---- | ---- | ---- | ---- | ---- |
| 313  | 310  | 341  | 421  | 447  | 523  | 573  | 603  | 613  |

| 2005 | 2006 | 2010 | 2015 | 2020 | 2022 | - | - | - |
| ---- | ---- | ---- | ---- | ---- | ---- | - | - | - |
| 658  | 659  | 671  | 655  | 678  | 681  | - | - | - |

## Culture locale et patrimoine

### Lieux et monuments
- Église paroissiale Saint-Lambert, s'est avérée en très mauvais état lors d'une visite archipresbytérale en 1698 ; sa démolition et sa reconstruction furent ordonnées par ordonnance épiscopale de 1758 ; reconstruction et agrandissement 1778, 1789 ; agrandissement 1861 (la date figure dans le chœur sur la voute) est surtout remarquable de par l'orgue qui y est installé (acquis en 1877). Cet orgue a été construit par le facteur d'orgues Verschneider et a fait l'objet d'une restauration approfondie et totalement respectueuse de son esthétique d'origine en 1990-1991 par le facteur d'orgues Gaston Kern.
- Monument aux morts : érigé au centre du village à côté de la place Hilt[24] et inauguré en 1950 par le maire Albert Kopp ; sur ce monument figurent vingt-trois noms[25].
- Presbytère puis mairie : l'actuel bâtiment abritant la mairie du village est situé en face de l'église. Jusqu'à la fin des années 1980, c'était le presbytère du village. Le dernier abbé à l'avoir occupé s'appelait Antoine Camille Noir. Originaire de Brouviller où il est né le 14 février 1911, il exerça pendant plus de 25 ans dans la commune, à savoir de 1959 à 1985. Il prit ensuite sa retraite et s'installa à Saint-Avold dans la résidence Saint-Chrodegang à côté de l'hôpital Lemire jusqu'à son décès le 25 janvier 1988.

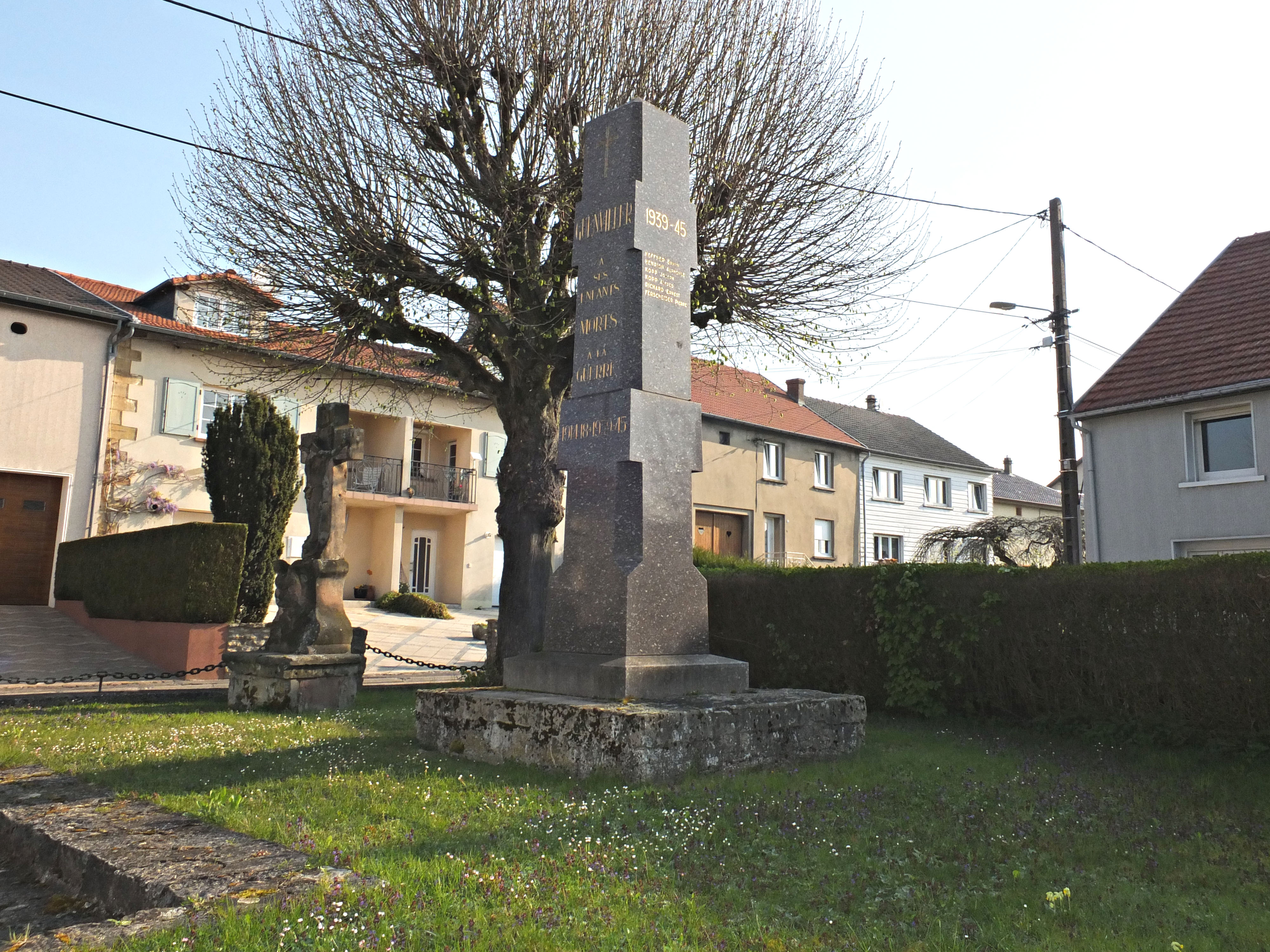
Monument aux morts de Guenviller.
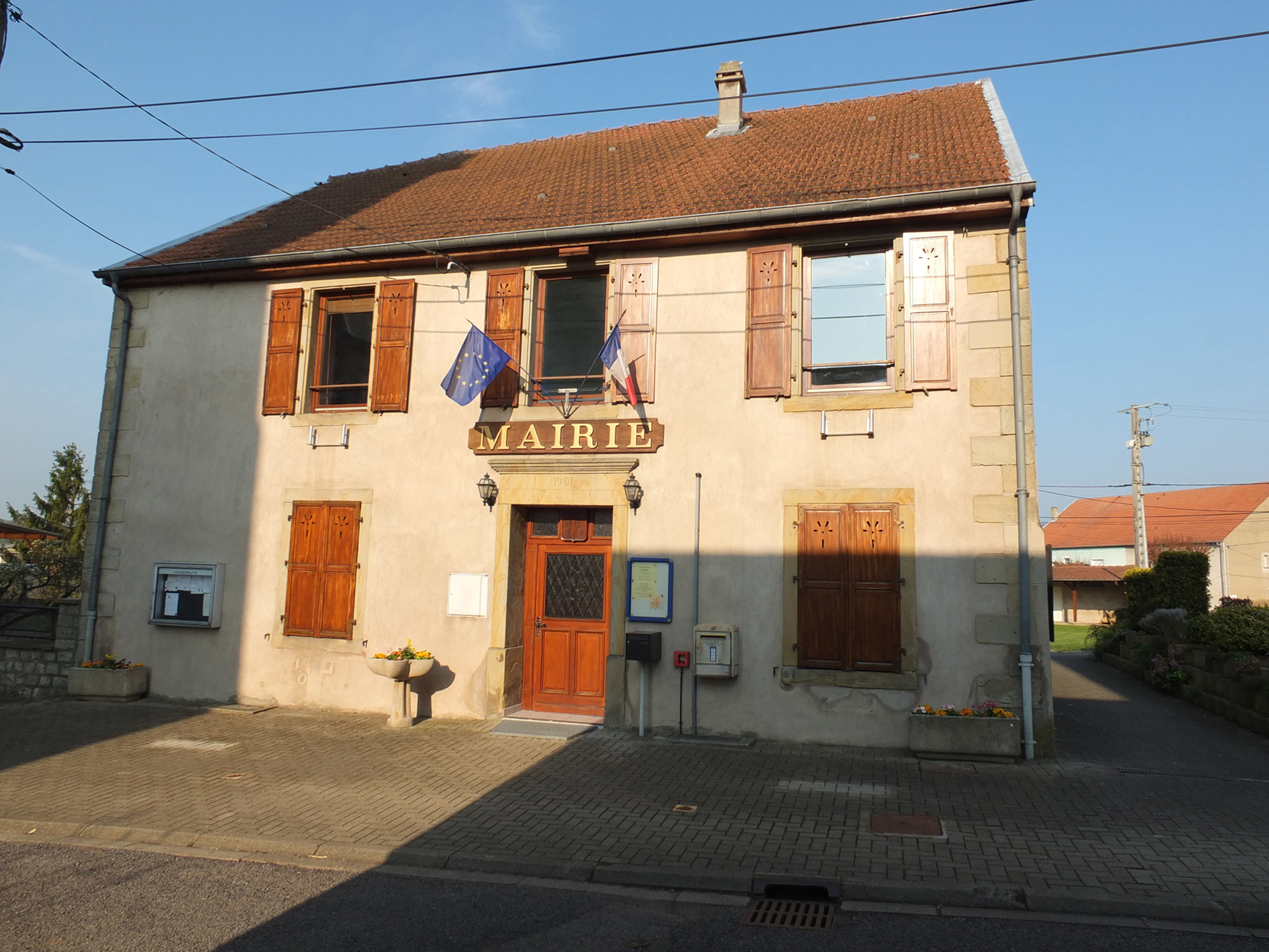
Mairie de Guenviller, ancien presbytère.
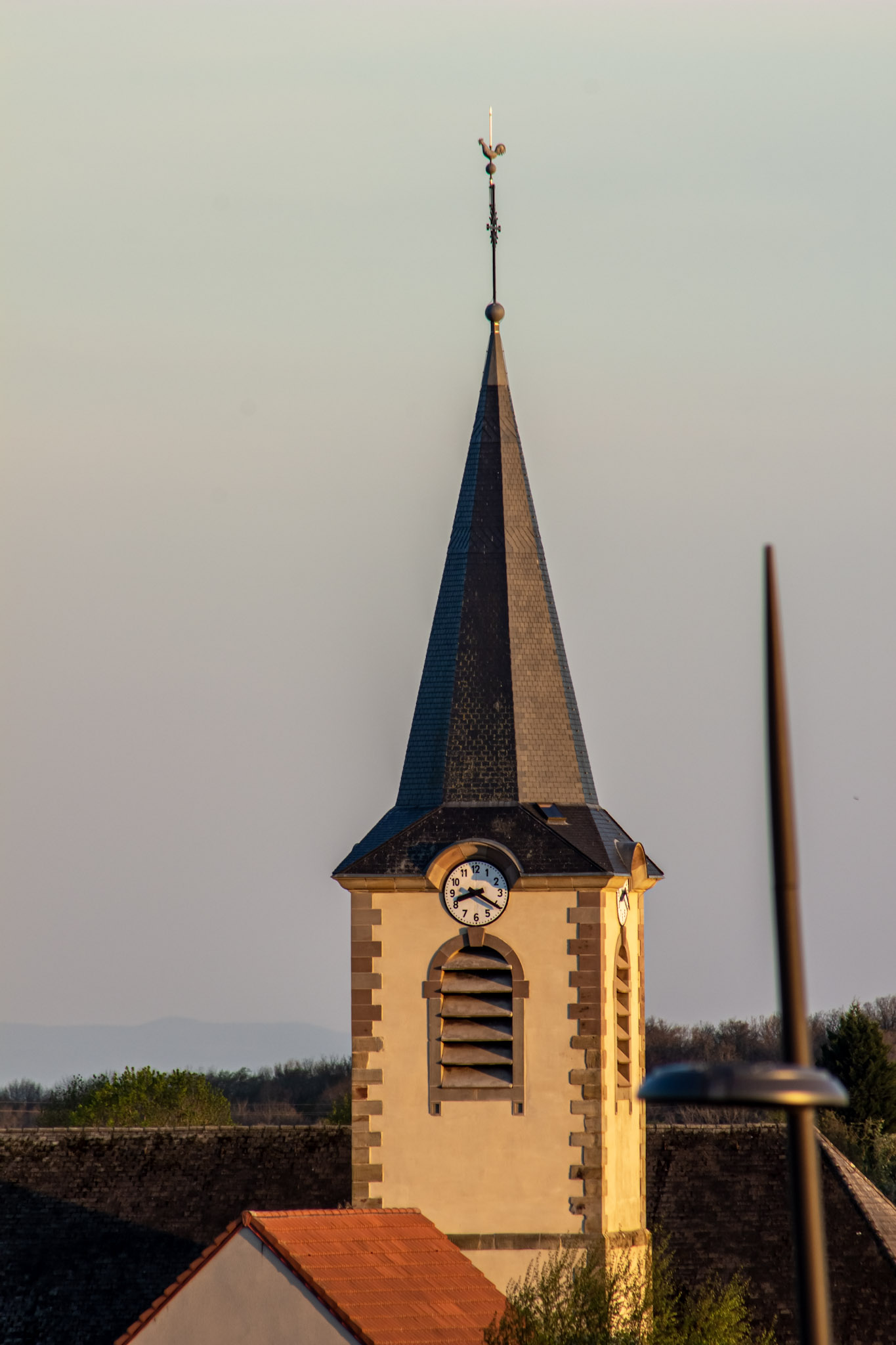
Église Saint-Lambert.

### Héraldique
| Blason | Blasonnement : D’or à la croix de gueules chargée d’une lance d’argent en pal ; au franc-canton du même chargé d’un lion de sable armé et lampassé de gueules, couronné d’or. Commentaires : Ce sont les armes des marquis de Faulquemont, (la Famille de Haraucourt) anciens seigneurs, brisées du javelot de saint Lambert, patron de la paroisse. |